# Campeonato Internacional de Tênis de Campinas
O Campeonato Internacional de Tênis de Campinas é um torneio de tênis que faz parte da série ATP Challenger Tour desde 2011 e realizado nas quadras de saibro da Sociedade Hípica de Campinas, em Campinas,  São Paulo, Brasil.

## Edições

### Simples
| Ano  | Campeões            | Finalistas              | Placar             | Ref.   |
| ---- | ------------------- | ----------------------- | ------------------ | ------ |
| 2024 | Tristan Boyer       | Juán Pablo Ficovich     | 6-2, 3-6, 6-3      |        |
| 2023 | Thiago Monteiro     | Camilo Ugo Carabelli    | 3-6, 6–4, 6-4      | [ 2 ]  |
| 2022 | Ian Choinski        | Juan Pablo Varillas     | 6–4, 6-4           | [ 3 ]  |
| 2021 | Sebastián Báez      | Thiago Monteiro         | 6–1, 6-4           | [ 4 ]  |
| 2020 | Francisco Cerundolo | Roberto Carballés Baena | 6–4, 3-6, 6-3      | [ 5 ]  |
| 2019 | Juan Pablo Varillas | Juán Pablo Ficovich     | 2–6, 7–6(7–4), 6–2 | [ 6 ]  |
| 2018 | Christian Garín     | Federico Delbonis       | 6–3, 6–4           | [ 7 ]  |
| 2017 | Gastão Elias        | Renzo Olivo             | 3–6, 6–3, 6–4      | [ 8 ]  |
| 2016 | Facundo Bagnis      | Carlos Berlocq          | 5-7, 6–2, 3-0 Ret  | [ 9 ]  |
| 2015 | Facundo Argüello    | Diego Schwartzman       | 7–5, 6-3           | [ 10 ] |
| 2014 | Diego Schwartzman   | André Ghem              | 4-6, 6–4, 7-5      | [ 11 ] |
| 2013 | Guilherme Clezar    | Facundo Bagnis          | 6–4, 6–4           | [ 12 ] |
| 2012 | Guido Pella         | Leonardo Kirche         | 6-4, 6-0           | [ 13 ] |
| 2011 | Máximo González     | Caio Zampieri           | 6-3, 6-2           | [ 14 ] |

### Duplas
| Ano  | Campeões                               | Finalistas                                        | Placar                | Ref.   |
| ---- | -------------------------------------- | ------------------------------------------------- | --------------------- | ------ |
| 2024 | Mateus Alves Orlando Luz               | Tomás Barrios Vera Facundo Mena                   | 6-3, 6-4              |        |
| 2023 | Guido Andreozzi Guillermo Durán        | Diego Hidalgo Cristián Rodríguez                  | 7-6(7-4), 6-3         | [ 15 ] |
| 2022 | Boris Arias Federico Zeballos          | Guido Andreozzi Guillermo Durán                   | 7-5, 6-2              | [ 16 ] |
| 2021 | Rafael Matos Felipe Meligeni Alves     | Gilbert Klier Júnior Matheus Pucinelli de Almeida | 6-3, 6-1              | [ 17 ] |
| 2020 | Sadio Doumbia Fabien Reboul            | Luís David Martínez Felipe Meligeni Alves         | 6–7(7–9), 7–5, [10–7] | [ 18 ] |
| 2019 | Orlando Luz Rafael Matos               | Miguel Ángel Reyes-Varela Fernando Romboli        | 6–7(2–7), 6–4, [10–8] | [ 14 ] |
| 2018 | Hugo Dellien Guillermo Durán           | Franco Agamenone Fernando Romboli                 | 7-5, 6-4              | [ 14 ] |
| 2017 | Máximo González Fabrício Neis          | Gastão Elias José Pereira                         | 6–1, 6–1              | [ 19 ] |
| 2016 | Federico Coria Tomás Lipovsek Puches   | Máximo González Sergio Galdós                     | 7-5, 6-2              | [ 14 ] |
| 2015 | Andrés Molteni Hans Podlipnik Castillo | Guilherme Clezar Fabrício Neis                    | 3-6, 6-2 [10-0]       | [ 14 ] |
| 2014 | Facundo Bagnis Diego Schwartzman       | André Ghem Fabrício Neis                          | 7-6(7-4), 5-7, [10–7] | [ 14 ] |
| 2013 | Guido Andreozzi Máximo González        | Thiago Alves Thiago Monteiro                      | 6-4, 6–4              | [ 14 ] |
| 2012 | Marcelo Demoliner João Souza           | Marcel Felder Máximo González                     | 6-1, 7-5              | [ 14 ] |
| 2011 | Marcel Felder Caio Zampieri            | Fabrício Neis João Pedro Sorgi                    | 7-5, 6-4              | [ 14 ] |